# Cannabis i Danmark
Cannabis i Danmark, er ulovligt til rekreativt brug, men medicinsk brug er lovligt igennem en fireårig forsøgsordning påbegyndt i januar 2018.
Alle planter og plantedele af slægten cannabis er ulovlige i Danmark jf. bekendtgørelse om euforiserende stoffer. Undtaget er dog cannabisfrø og stængler fra planten. Besiddelse af mindre end 9 gram cannabis kan udløse en bøde på 2.000 kroner første gang, 3.000 kroner for anden forseelse og 4.000 kroner for tredje forseelse. Selvom planter af slægten cannabis er ulovlige at dyrke, uanset indhold af det euforiserende stof THC, kan man få tilladelse til dyrkning med henblik på industrielt brug. Disse "industrihampplanter" skal være optaget på Europa-Kommissionens liste over godkendte hampesorter, som højst må indeholde 0,2 % THC. I 2014 talte denne liste 52 forskellige godkendte hampesorter.
Fristaden Christiania i København er et selverklæret autonomt kvarter. Salget af hampeprodukter har i høj grad næret kulturen på Christiania og foregik stort set uhindret indtil 2004, hvor staten pålagde politiet flere sanktioner med henblik på at moderere salget. Dét førte til en række politirazzier, som efter en række relativt fredelige år atter skabte et spændt forhold mellem Christianias beboere og den danske regering.
Københavns Kommune har i en del år advokeret for legalisering af cannabis via statsdrevne coffee-shops med henblik på at overtage kontrollen med stoffet, som især er gældende for skunk, et stærkt fermenteret og kraftigt virkende produkt af hampplanten frem for hash m.m. leveres af kriminelle bander. Dette forslag er dog blevet afvist af Folketinget ved flere lejligheder, senest i februar 2014.
Cannabissalg og brug er, trods ulovligt, blevet uofficielt tolereret i den københavnske bydel kendt som Fristaden Christiania.

## Straf
Straffen for små mængder (op til 9,9 g) til personlig brug er typisk en bøde. I visse tilfælde, såsom socialt udsatte personer, kan der gives en advarsel i stedet for en bøde.[3] Større mængder (mere end 100 g eller 3,5 oz) resulterer generelt i en fængselsdom. Kørsel under påvirkning af cannabis er ulovligt og et THC-indhold pr. liter blod svarende til en alkoholpromille på 0,5-1,2 vil resultere i bøde og betinget fratagelse af kørekortet i mindst 3 år. Ifølge et studie fra 2019 have 41 % prøvet at bruge cannabis nogensinde, 20 % havde prøvet det indenfor det seneste år og 7,8 % indenfor den seneste måned. Blandt de 15-16-årige havde12,4 % prøvet cannabis nogensinde, og 4,9 % havde brugt cannabis indenfor den seneste måned.
Det er i Danmark, samt mange andre steder i EU, ikke tilladt at så og dyrke hamp uden tilladelse. I Danmark skal tilladelsen søges hos Sundhedsstyrelsen som inddrager Rigspolitiet i ansøgningen. Hvis man ikke har tilladelse overtrædes loven om euforiserende stoffer, som straffes med bøde eller fængsel indtil 2 år.

## Brug
Trods den ulovlige status viser en rapport fra European Monitoring Center for Drugs and Drug Addiction (2015), at lidt mere end 1⁄3 af voksne danskere har prøvet cannabis på et tidspunkt i deres liv, hvilket er over det europæiske gennemsnit, hvor kun Frankrig rangerer højre. Ud fra samme studie har mindre end 7 % brugt cannabis i det sidste år, hvilket også er over det europæiske gennemsnit, men næsten det samme som Finland og Storbritannien, og under Tjekkiet, Frankrig, Italien, Holland og Spanien

## Politik
Danske politiske partier er splittede om lovligheden af cannabis til rekreativt brug: Enhedslisten, Socialistisk Folkeparti, Liberal Alliance, Nye Borgerlige og Alternativet støtter legalisering, mens Socialdemokratiet, Dansk Folkeparti, Konservative og Venstre er imod. Radikale Venstre har traditionelt været imod, men i 2016 meddelte partilederen, at de på forsøgsbasis støttede en lovliggørelse. Socialdemokratiet og Venstre i København samt Venstres Ungdom støtter en legalisering.
En meningsmåling fra 2016 viste af præcis 43 % støttede en legalisering og 43 % var imod (11 % "Hverken/eller"; 3 % "ved ikke"). En ny meningsmåling viste i 2019, – året efter den cannadiske legalisering – at 65 procent af danskerne ønsker en legalisering.

## Medicinsk cannabis
Tre typer cannabisderivater til medicinsk brug (Sativex, Marinol og Nabilone) blev godkendt af Lægemiddelstyrelsen i 2011, men er receptpligtige. Disse ordineres primært til lindring af smerter og kvalme hos cancerpatienter og for at lindre muskelstivhed hos sklerosepatienter.
Medicinsk brug af hele cannabisplanten er tilladt gennem en fireårigt forsøgsordning, der startede i januar 2018. Oprindeligt var det planlagt, at cannabisen skulle importeres fra andre lande (især Holland), da det var ulovligt at dyrke i Danmark, men i 2017 blev det besluttet, at danske landmænd skulle have lov til at dyrke planten i sikret tilstand med en særlig tilladelse.
I Danmark blev en NGO ved navn Cannabis Danmark grundlagt for at støtte dyrkning og forskning af medicinsk cannabis.

## Fristaden Christiania
Christiania er et sted, hvor Danmarks love i udgangspunktet er gældende.